# Lonnie Liston Smith
Lonnie Liston Smith (Richmond (Virginia), 28 december 1940) is een Amerikaanse jazz-, funk- en fusion-toetsenist, die met jazzartiesten als Pharoah Sanders en Miles Davis speelde voordat hij Lonnie Liston Smith and the Cosmic Echoes formeerde en een aantal albums opnam die algemeen worden beschouwd als klassiekers in de genres fusion, smooth jazz en acid jazz.

## Biografie

### Vroege carrière (1963-1973)
Smith werd geboren en getogen in Richmond, Virginia in een muzikaal gezin. Zijn vader was lid van de gospelgroep The Harmonizing Four uit Richmond en hij herinnerde zich groepen zoals de Swan Silvertones en de Soul Stirrers (met een jonge Sam Cooke) als regelmatige bezoekers van het huis toen hij een kind was. Hij studeerde piano, tuba en trompet op de middelbare school en op de universiteit, voordat hij in 1961 een bachelor of science kreeg in muziekonderwijs aan de Morgan State University in Baltimore. Smith heeft Charlie Parker, John Coltrane en Miles Davis aangehaald als belangrijke invloeden in zijn jeugd. Terwijl hij nog een tiener was, werd Smith lokaal bekend als achtergrondzanger en pianist in het grootstedelijk gebied van Baltimore. Tijdens deze periode trad hij regelmatig op met een aantal van zijn tijdgenoten, waaronder Gary Bartz (alt), Grachan Moncur (trombone) en Mickey Bass (bas). Hij steunde ook een aantal jazzzangeressen (waaronder Ethel Ennis) tijdens het optreden in de huisband van het Royal Theatre in Baltimore, kort na het behalen van zijn diploma.
In 1963 verhuisde hij naar New York, waar hij aanvankelijk een jaar piano speelde in de band van Betty Carter. Begin 1965 begon Smith te spelen met Roland Kirk, de eerste opname met zijn band op Here Comes The Whistleman (Atlantic Records, 1965), een album dat live werd opgenomen in New York op 14 maart 1965. Een ander nummer van dat optreden, Dream, verscheen op Roland Kirk en Al Hibblers live-album A Meeting Of The Times (Atlantic, 1972).
Eind 1965 trad Smith toe tot Art Blakey's Jazz Messengers, waar hij de pianopositie deelde met Mike Nock en Keith Jarrett. The Jazz Messengers waren, samen met de band van Miles Davis, een van de belangrijkste proeftuinen voor jonge opkomende jazzmuzikanten, experimenteel scherp en muzikaal uitrekkend, en beide waren een altijd draaiende deur van jonge moderne jazzmuzikanten als mode en stemmingen snel veranderden tijdens een nieuwe periode van experimenteren. Te beginnen met een live-sessie in The Five Spot in New York op 9 november 1965, was Smiths tijd als Jazz Messenger vrij kort en duurde slechts tot een verbintenis van drie optredens in The Village Vanguard op 26-28 april 1966. In mei 1966 werd zijn functie vervuld door Chick Corea. Van deze periode bestaan geen opnamen.
In mei 1967 keerde Smith terug naar Roland Kirk voor de albumsessies voor Now Please Don't You Cry, Beautiful Edith (Verve Records, 1967), voordat hij zijn carrière als pianist voor een jaar voortzette bij drummer Max Roach (hoewel opnieuw geen opnamen werden gemaakt van deze bezetting).
Na deze periode verhuisde Smith begin 1968 naar het ensemble van Pharoah Sanders, een band die Sanders had opgericht na de dood van John Coltrane het jaar ervoor. Hevig improviserend duwde Sanders de band creatief naar de grenzen van de freejazz en nam drie van Sanders' beste opnamen op: Karma (Impulse Records, 1969), Jewels of Thought (Impulse, 1970) en Thembi (Impulse, 1971), samen met opgenomen sessies uit 1969, die pas in 1973 werden uitgebracht als Izipho Zam (Strata-East Records, 1973). Het is op dit punt dat Smith begon te experimenteren met elektrische keyboards.
Tijdens deze periode ondersteunde Smith ook de Sanders-zanger Leon Thomas op zijn eerste album Spirits Known and Unknown (Flying Dutchman Records, 1969).
Smith was al te gast op het album The Third World van Gato Barbieri uit 1969 (Philips, 1969) en trad van 1971 tot 1973 toe tot de band van Barbieri. Deze was toen begonnen zijn freejazz-excursies van de jaren 1960 te temperen met zachtere Afro-Cubaanse en Zuid-Amerikaanse texturen in zijn muziek, die Smiths spel in de volgende jaren in nieuwe richtingen zouden beïnvloeden. Smith speelde op een aantal albums die deze overgang markeerden, Fenix (Philips, 1971), het live-album El Pampero (Flying Dutchman, 1972), Bolivia (Flying Dutchman, 1973) en Under Fire (Flying Dutchman, 1973). De opname El Gato (Flying Dutchman, 1975) werd uitgebracht, nadat Smith weer verder was gegaan. Vanaf 1972 had hij ook de uitnodiging aangenomen om zich bij de Miles Davis-band aan te sluiten op elektrische keyboards. In het daaropvolgende jaar, tijdens een intense periode van studio-opnamen door Davis, legden verschillende bezettingen een aanzienlijk aantal sessies vast, die later werden versneden en opnieuw gemixt voor definitieve publicatie. Miles Davis stond erop dat Smith orgel zou leren spelen voor de sessies. Smiths bijdragen verschenen op On The Corner (Columbia Records, 1973) en het nummer Ife op Big Fun (Columbia, 1974).

### The Cosmic Echoes en solowerk (1973-1985)
Tijdens het passeren van Miles Davis' steeds veranderende bezetting, had Smith in 1973 eindelijk zijn eigen band Lonnie Liston Smith and the Cosmic Echoes geformeerd, samen met zijn partner in de Pharoah Sanders-band Cecil McBee (bas), George Barron (sopraan en tenorsax), Joe Beck (gitaar), David Lee jr. (drums), James Mtume (percussie), Sonny Morgan (percussie), Badal Roy (tabla drums) en Geeta Vashi (tamboura) . Smith vermengde atmosferische fusion, soul en funk en werd aangemoedigd door Bob Thiele, de eigenaar van Flying Dutchman Records, die zowel Pharoah Sanders' als Gato Barbieri's output had geproduceerd terwijl Smith in hun bands was geweest, de laatste voor Thiele's nieuw opgerichte label. Voor zijn debuutalbum Astral Traveling (Flying Dutchman, 1973) nam Smith de titelsong opnieuw op die hij twee jaar eerder had gecomponeerd en gespeeld met de Pharoah Sanders-band. Het instrumentale album Astral Traveling bevatte ook een herschikking van de gospelstandaard Let Us Go Into the House of the Lord, die Smith ook eerder voor Sanders had gearrangeerd.
Het jaar daarop voegde Smiths broer Donald zich bij de Cosmic Echoes als zanger van Cosmic Funk (Flying Dutchman, 1974). Hoewel hij dicht bij zijn vroegere roots bleef met aanbevolen versies van Footprints van Wayne Shorter en Naima van John Coltrane op dit album, was Smith inmiddels op weg naar de smooth jazz funk/fusion stijl die vanaf nu zijn output zou domineren, met dromerige zang en lange, ruimtelijke instrumentale passages, ondersteund door sterke funky baslijnen en een onderscheidend gebruik van lichte percussie, met een boodschap van vrede en rust in zowel de teksten als de songtitels.
Deze houding heeft Smith misschien niet geliefd gemaakt bij de hardcore freejazzfans die zijn eerdere werk hadden gewaardeerd, maar deze nieuwe ontspannen fusionstijl bleek populair bij een cross-over publiek dat normaal niet met jazz wordt geassocieerd en de volgende albums Expansions (Flying Dutchman, 1974), Visions of a New World (Flying Dutchman, 1975) en Reflections of a Golden Dream (RCA Records, 1976) zijn sindsdien de steunpilaren van de jazz-funk en chill jazz-genres geworden met dj's en publiek over de hele wereld, vooral in Europa en Japan. Renaissance (RCA, 1976) zette deze crossover-faam voort en het jaar daarop breidde Smith zijn succes uit met een nieuw contract bij Columbia Records en nog twee crossover-albums in Loveland (Columbia, 1978) en Exotic Mysteries (Columbia, 1978), de laatste met de single Space Princess, die een disco/r&b-hit werd, die tegenwoordig populair is in clubs in zowel 7"- als geremixte 12"-versies. Space Princess is geschreven door en bevatte de baslijnen van de 16-jarige Marcus Miller, die werd ontdekt door Smith en ook het nummer Night Flower schreef op Exotic Mysteries. Het nummer Quiet Moments van hetzelfde album  zou in het volgende decennium een steunpilaar worden van het smooth jazz-genre.
Na het crossover-succes van de jaren 1970 en de aanhoudende interesse in en ontdekking van zijn eerdere werk door fans van het nieuwe Quiet Storm latenight radio/smooth jazz-format, verhuisde Smith naar het nieuwe label Doctor Jazz van Bob Thiele en had daar een kleine hit in 1983 met Never Too Late. Hij trad ook op in de begeleidingsband van Marvin Gaye op het Montreux Jazz Festival in 1980, dat sindsdien zowel op cd als dvd is uitgebracht (Eagle Vision, 2003). De publieke belangstelling voor zijn nieuwere materiaal nam echter langzaam af naarmate het decennium vorderde en de Cosmic Echoes verdwenen uiteindelijk rond 1976.
Het verhaal van hoe Smith bij Bob Thiele kwam bij Thieles nieuwe label wordt verteld op de lp-albumnotities van Dreams of Tomorrow (1983) van Leonard Feather. Het was duidelijk dat Smith op een kruispunt stond. De hereniging met Thiele bracht Smith de cirkel rond, want Thiele was mede verantwoordelijk voor de ondersteuning van Smiths vroege werk. Thiele's nieuwe platenlabel Doctor Jazz (gedistribueerd via PRT in het Verenigd Koninkrijk) bood Smith het perfecte platform om zijn nieuwe en veelgeprezen werk van de vroege tot midden jaren 1980 te presenteren. Voor Dreams of Tomorrow schakelde Smith de vocale talenten van zijn jongere broer Donald Smith in voor de opener van het album A Lonely Way To Be en de verbluffende opening Never Too Late van de B-kant. Een belangrijke muzikant op het album was Marcus Miller op basgitaar. David Hubbard speelt een reeks saxofoons en fluiten op het album, met Yogi Horton, Buddy Williams en Steve Thornton aan de leiding op drums en percussie. Het album bracht Smith opnieuw op de markt en de Doctor Jazz-albums worden nu beschouwd als een van Smiths beste werk. De Dreams of Tomorrow-sessies werden geproduceerd door Marcus Miller.

### Latere carrière (1986-heden)
In oktober 1986 kwam hij dichter bij zijn muzikale roots met Make Someone Happy (Doctor Jazz, 1986), een akoestische sessie met nieuwe opnamen van verschillende jazzstandards door het trio van Smith, Cecil McBee en Al Foster, geproduceerd door Bob Thiele. Ondanks de lovende kritieken voor dit werk, zat Smith echter zonder platencontract tot het begin van het decennium, toen het kleine Startrak-label Love Goddess (Startrak, 1990) en Magic Lady (Startrak, 1991) uitbracht. Beide Startrak-albums markeerden een ommekeer naar de smooth jazz-modus van de Cosmic Echoes-periode, Love Goddess met zangeres Phyllis Hyman en saxofonist Stanley Turrentine.
Rond deze tijd raakte de opkomende hiphopbeweging geïnteresseerd in het eerdere werk van Smith en hij merkte dat hij samenwerkte met rapper Guru, die op een innovatieve manier hiphop met jazz vermengde. Smith verscheen op Guru's baanbrekende album Jazzmatazz, Vol. 1 (Chrysalis Records, 1993), waardoor hij opnieuw een nieuw publiek voor zijn eerdere werk vond. In 1991 toerde hij ook door Europa, maar na deze korte periode van activiteit produceerde Smith in de jaren 1990 weinig werk meer. Ondanks uitgebreide radio-airplay, met optredens op een aantal verzamelalbums en zijn naam gecontroleerd en gesampled door een toenemend aantal jongere muzikanten die zijn Cosmic Echoes-output ontdekten, bracht hij de volgende jaren voornamelijk door met het opzetten van zijn eigen label Loveland en pas in 1998 profiteerde Sony International van zijn nieuw gevonden publiek door Exotic Mysteries en Loveland opnieuw uit te geven als dubbel-cd. In hetzelfde jaar nam hij Transformation op (Loveland, 1998), waarmee hij opnieuw het genre waarin hij het meest succesvol was opnieuw onder de loep neemt en herenigd wordt met de zang van zijn broer Donald. Voor deze publicatie nam hij A Chance For Peace (Give Peace a Chance) opnieuw op (zowel als vocale als instrumentale versies) en Expansions evenals Space Princess.
Sindsdien heeft hij niet meer opgenomen, hoewel hij wel een aantal keer live heeft opgetreden en getoerd, vooral in Europa en Japan, waar hij populair blijft bij nieuwe generaties luisteraars. Hij heeft ook een groot deel van zijn tijd besteed aan het lesgeven aan verschillende workshops. In 2002 bracht Sony het dubbelalbum Explorations: The Columbia Years uit met een retrospectief van zijn Columbia-output, en zijn composities blijven een kenmerk van op jazz-fusion georiënteerde radio- en cd-compilaties. Het Cosmic Echoes-nummer Expansions is te horen in de twee videogames Grand Theft Auto: Vice City en Driver: Parallel Lines, terwijl A Chance for Peace te horen is in Grand Theft Auto IV. Hij verscheen op de Jazz World Stage at Glastonbury Festival in juni 2009.

## Discografie

### Singles
- 1975: Skull Session / Dumpy Mama (Oliver Nelson and His Orchestra feat. Lonnie Liston Smith)
- 1975: A Chance for Peace (met The Cosmic Echoes)
- 1975: Expansions (met The Cosmic Echoes)
- 1976: Get Down Everybody (It's Time for World Peace) (met The Cosmic Echoes)
- 1976: Peace & Love (met The Cosmic Echoes)
- 1977: Renaissance (met The Cosmic Echoes)
- 1977: Sorceress
- 1978: We Can Dream
- 1978: Journey into Love
- 1979: A Song for the Children
- 1979: Quiet Moments (promo)
- 1979: Space Princess
- 1980: Bridge Through Time
- 1980: Give Peace a Chance (Make Love Not War)
- 1983: A Lonely Way to Be
- 1983: Never Too Late
- 1984: If You Take Care of Me
- 1984: Say You Love Me
- 1985: Rejuvenation
- 1990: Star Flower
- 1990: Obsession (feat. Phyllis Hyman)
- 1992: Xpand Ya Mind (Expansions) (Wag Ya Tail feat. Lonnie Liston Smith)

### Albums
- 1973: Astral Traveling (Flying Dutchman) (met The Cosmic Echoes)
- 1973: Bolivia (Flying Dutchman) (Gato Barbieri met Lonnie Liston Smith)
- 1973: Under Fire (Philips) (Gato Barbieri met Lonnie Liston Smith en Stanley Clarke)
- 1974: Cosmic Funk (Flying Dutchman) (met The Cosmic Echoes)
- 1975: Expansions (Flying Dutchman) (met The Cosmic Echoes)
- 1975: Visions of a New World (Flying Dutchman) (met The Cosmic Echoes)
- 1976: Reflections of a Golden Dream (Flying Dutchman) (met The Cosmic Echoes)
- 1976: Renaissance (RCA Victor) (met The Cosmic Echoes)
- 1977: Live! (RCA Victor) (instrumentaal-livealbum, opname: Smuckers Cabaret New York, 19 tot 21 mei 1977)
- 1978: Loveland (Columbia Records)
- 1979: A Song for the Children (Columbia Records)
- 1979: Exotic Mysteries (Columbia Records)
- 1980: Love Is the Answer (Columbia Records)
- 1983: Dreams of Tomorrow (Doctor Jazz)
- 1984: Silhouettes (Doctor Jazz)
- 1985: Rejuvenation (Doctor Jazz)
- 1986: Make Someone Happy (Doctor Jazz)
- 1988: Golden Dreams (nieuw gemasterd, RCA Records) (heruitgebracht door Reflections of a Golden Dream)
- 1990: Love Goddess (Startrak)
- 1991: Watercolors (RCA Records)
- 1991: Magic Lady (Startrak)
- 1998: Transformation (Loveland Records)

### Compilaties
- 1978: The Best of Lonnie Liston Smith (RCA Records)
- 1980: The Best of Lonnie Liston Smith (Columbia Records)
- 1993: New World Visions: The Very Best of Lonnie Liston Smith (RCA Records)
- 2002: Introducing (BMG)
- 2009: Original Album Classics (Box met 5 cd's; RCA Records)
- 2012: Cosmic Funk & Spiritual Sounds: The Best of the Flying Dutchman Years (BGP Records)

- Biblioteca Nacional de España: XX1124234
- Bibliothèque nationale de France: cb13899873d (data)
- Gemeinsame Normdatei: 134595912
- International Standard Name Identifier: 0000 0001 1477 0805
- Library of Congress Control Number: n86145244
- MusicBrainz: b7eb7b38-7f51-45e9-b583-64303b24eabe
- Nationale Bibliotheek van Tsjechië: ola2002159281
- Nationale Bibliotheek van Israël: 987007401148805171
- Système universitaire de documentation: 158936221
- Virtual International Authority File: 88076183
- WorldCat: E39PBJfRwYMhm39fgmQBgBV9jC